# Isenthal
Isenthal (toponimo tedesco) è un comune svizzero di 503 abitanti del Canton Uri.

## Geografia fisica
Isenthal si affaccia sul lago dei Quattro Cantoni ed è collegato a Engelberg (Canton Obvaldo) attraverso il passo Rot Grätli.

## Monumenti e luoghi d'interesse

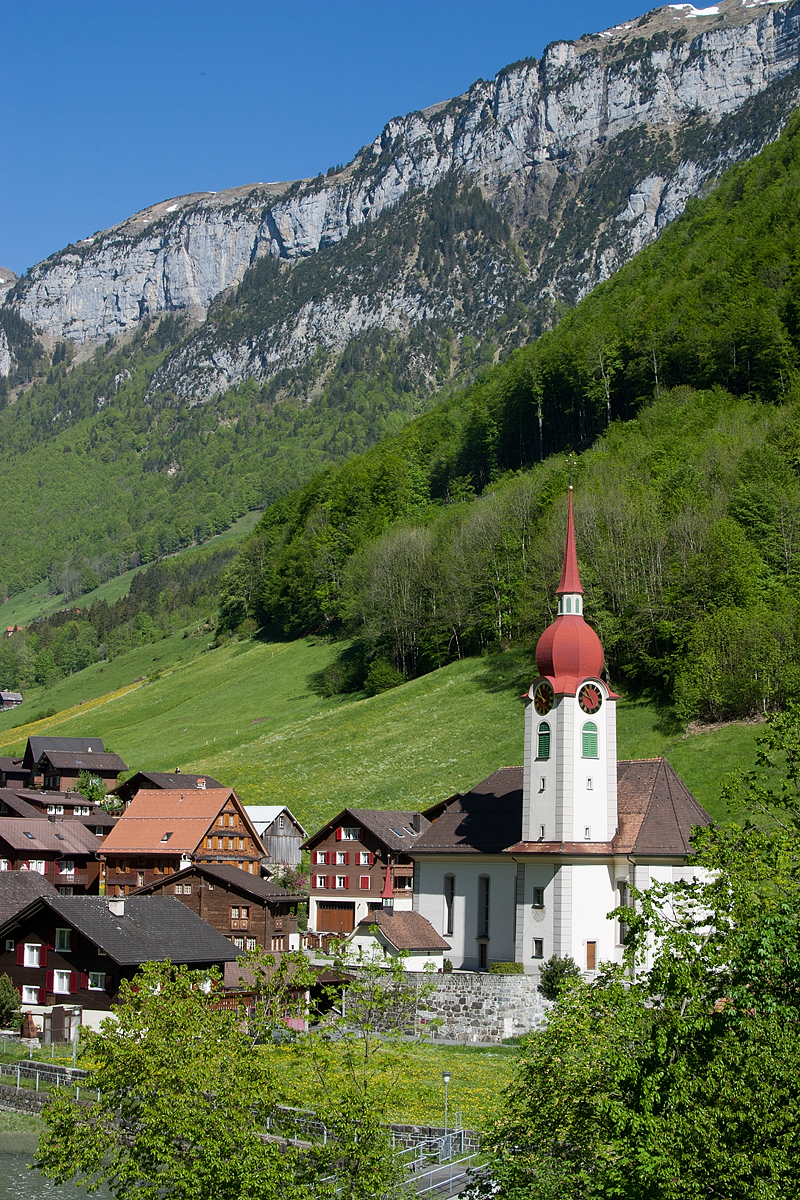
La chiesa di San Teodulo

- Chiesa parrocchiale cattolica di San Teodulo, attestata dal 1409 e ricostruita nel 1819-1820[1].

## Società

### Evoluzione demografica
L'evoluzione demografica è riportata nella seguente tabella:
Abitanti censiti

## Amministrazione
Ogni famiglia originaria del luogo fa parte del cosiddetto comune patriziale e ha la responsabilità della manutenzione di ogni bene ricadente all'interno dei confini del comune.